# Königsthal (Bleicherode)
Königsthal ist ein Weiler von Bleicherode im Landkreis Nordhausen in Thüringen.

## Lage
Königsthal befindet sich direkt an der Landesstraße 1034 südöstlich von Friedrichsthal–Bliedungen und nördlich von Kehmstedt. Der Weiler liegt in einem zwischen Himbeerberg (329 m ü. NHN) und Ziegenberg (263 m ü. NHN) gelegenen Hain mit den Anwesen der Einwohner.

## Geschichte
Königsthal bildete bis 1928 einen Forstgutsbezirk und hatte 1910 35 Einwohner. Ab 1928 war es ein Ortsteil innerhalb der Gemeinde Bliedungen und gehörte nach deren Fusion mit der Gemeinde Gratzungen ab 1. Juli 1950 zur neu gebildeten Gemeinde Friedrichsthal, die seit 1. Januar 2019 zur Stadt Bleicherode gehört. 